# Jukaghiri

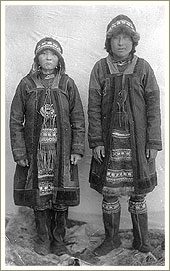
Jukaghiri dalla Jacuzia, 1905

Gli jukaghiri (anche iucaghiri, in russo юкаги́ры; auto designazioni одул, odul o деткиль, detkil') sono un gruppo etnico della Siberia Orientale. Vivono sulle sponde del fiume Kolyma. Secondo il censimento russo del 2002 vi erano 1.509 jukaghiri in Russia, mentre nel censimento sovietico del 1989 ne erano stati registrati 1.612.
Gli jukaghiri della tundra vivono nelle regioni del basso Kolyma, nella Sacha-Jacuzia; quelli della taiga vivono nelle regioni dell'alto Kolyma, nella Sacha-Jacuzia e nel distretto di Srednekanskij (oblast' di Magadan). Durante la colonizzazione russa del XVII secolo, i gruppi tribali degli jukaghiri occuparono le aree che si estendevano dal fiume Lena alla bocca del fiume Anadyr'. Tra il XVII e il XIX secolo, comunque, il numero di jukaghiri decrebbe notevolmente a causa di epidemie, di lotte intestine e della politica coloniale zarista. In questo periodo molti jukaghiri assimilarono la cultura degli jakuti, degli eveni e dei russi stessi.

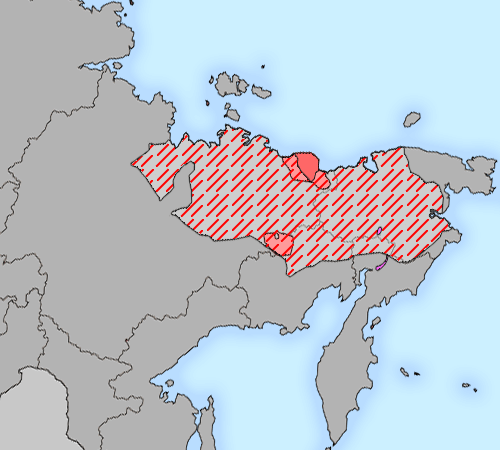
Distribuzione delle lingue jukaghire nel XVII secolo (area rossa chiara e area rossa scura) e alla fine del XX secolo (area grigia e rossa). Ciuvani ora parlanti Ciukcio e Russo evidenziati in rosa.

La lingua jukaghira appartiene alla superfamiglia linguistica del paleosiberiano. Alcuni linguisti la considerano in qualche modo correlata alle lingue uraliche ma questa classificazione non è accettata dalla maggioranza dei linguisti specializzati in lingue uraliche. Oggi la lingua jukaghira è considerata in pericolo di estinzione.
Gli jukaghiri erano divisi in 13 tribù, delle quali sono 3 sono giunte fino ad oggi. Le tribù sopravvissute sono quelle degli odul di Nelemnoe, dei vadul di Andrjuškino e dei ciuvani dell'area del fiume Anadyr'. Gli altri gruppi si considerano estinti; tra questi ultimi si possono trovare i chodynt, gli anaul (entrambi dell'area del fiume Anadyr') e gli omok (territori a nord della tribù dei ciuvani). Alcuni etnologi considerano questi ultimi come un gruppo etnico separato.
Ecco l'elenco completo delle 13 tribù jukaghire:
1. Vadul-Alais
2. Odul
3. Čuvan
4. Anaul
5. Jandin
6. Jandyr
7. Lavren
8. Oljuben
9. Omok
10. Penžin
11. Chodynt
12. Choromoj
13. Šoromboj